# 天主教蒙巴薩總教區
天主教蒙巴薩總教區 （拉丁語：Archidioecesis Mombasaensis）是肯亞一個羅馬天主教教省總教區，下轄兩個教區。
1953年5月8日升為教區。1990年5月19日升為總教區。
總教區位於肯亞南部，2004年有教友235,700人（佔轄區總人口13.1%）、卅八個堂區、七十名司鐸。現任總主教為瑪爾定·基武瓦·穆松德。